# Riflessi - Greatest Hits
Riflessi - Greatest Hits è una raccolta della cantante italiana Rossana Casale, pubblicata nel 2002, che contiene nuovi arrangiamenti dei brani "Brividi", "Destino", "Terra" e "Didin" e l'inedito "Al posto del cuore".

## Tracce
1. Brividi (R. Casale, S. Fabrizio, M. Fabrizio)
2. Terra (G. Morra, M. Fabrizio)
3. Al posto del cuore (G. Morra, M. Fabrizio)
4. Tempo perduto (G. Di Michele, G. Restelli)
5. Ritorna tutto al tempo (G. Morra, S. Fabrizio, M. Fabrizio)
6. Didin (R. Casale, A. Fortis)
7. Gli amori diversi (G. Di Michele, R. Casale, G. Restelli)
8. A che servono gli dei (G. Morra, M. Fabrizio)
9. Petra con Fabio Concato (R. Casale, S. Fabrizio, M. Fabrizio)
10. Salgari (G. Morra, M. Fabrizio)
11. La via dei misteri (G. Morra, M. Fabrizio, S. Fabrizio)
12. Alba argentina (R. Casale, M. Fabrizio)
13. Nuova vita (G. Morra, M. Fabrizio, S. Fabrizio)
14. Amnesia (G. Morra, M. Fabrizio, S. Fabrizio)
15. Destino con Tosca (G. Morra, M. Fabrizio)